# Distrito de Higashiibaraki
Distrito de Higashiibaraki (東茨城郡, Higashiibaraki-gun) é um distrito japonês localizado na província de Ibaraki.

Distrito de Higashiibaraki (amarelo) na Prefeitura de Ibaraki

Em 2003, o distrito tinha uma população estimada de 122.478 habitantes e uma densidade de 284 pessoas por km². A área total é de 431,44 km².

## Cidades e vilas
- Ibaraki
- Oarai
- Shirosato

## Fusões
- Em 16 de outubro de 2004, a cidade de Omiya absorveu as aldeias de Miwa e Ogawa, todas do distrito de Naka ; a cidade de Yamagata e a vila de Gozenyama, a fim de transformá-la na atual cidade de Hitachiōmiya .
- Em 1 de fevereiro de 2005, a cidade de Jōhoku e a vila de Katsura se fundiram com a vila de Nanakai, do distrito de Nishiibaraki, para formar a nova cidade de Shirosato .
- Também em 1º de fevereiro de 2005, a cidade de Uchihara se fundiu com a cidade de Mito .
- Em 20 de março de 2006, as cidades de Ogawa e Minori se fundiram com a aldeia de Tamari, do distrito de Niihari, para formar a nova cidade de Omitama .
- Em 8 de dezembro de 2007, a cidade de Ibaraki estava programada para se fundir com a cidade de Mito, mas esses planos foram abandonados.

36° 28′ 44″ N, 140° 19′ 37″ L36° 28′ 44″ N, 140° 19′ 37″ L